# Chênehutte-Trèves-Cunault
Chênehutte-Trèves-Cunault era un comune francese di 1 072 abitanti situato nel dipartimento del Maine e Loira nella regione dei Paesi della Loira, divenuto il 1º gennaio 2016 comune delegato di Gennes-Val de Loire, e successivamente, dal 1º gennaio 2018, del nuovo comune di Gennes-Val-de-Loire.

## Storia
Il comune di Chênehutte-Trèves-Cunault era nato nel 1973 dalla fusione dei comuni di Chênehutte-les-Tuffeaux e Trèves-Cunault, a loro volta formati dalla precedente unione di Chénehutte con Les Tuffeaux e di Trèves con Cunault.

### Simboli
La quercia (in francese chêne) e la capanna (hutte) fanno riferimento al nome Chênehutte; la gabare è una tradizionale imbarcazione a fondo piatto destinata al trasporto delle merci lungo la Loira; l'ancora e il piccone rappresentano le principali attività economiche del comune; i pastorali sono simboli di Cunault.

## Monumenti
Notre-Dame de Cunault è una chiesa priorale che si trova nell'antico comune di Cunault (attualmente Chênehutte-Trèves-Cunault). 
Si tratta di un capolavoro dell'architettura romana dell'Angiò medievale.

## Società

### Evoluzione demografica
Abitanti censiti